# William Parker, 4:e baron Monteagle
William Parker, 13:e baron Morley, 4:e baron Monteagle, född 1575, död 1 juli 1622, var en engelsk adelsman och äldste son till Edward Parker, 12:e baron Morley och Elizabeth Stanley, dotter till William Stanley, 3:e baron Monteagle. När han fortfarande var ganska ung gifte sig Monteagle med en av döttrarna till sir Thomas Tresham och han var sympatiskt inställd till den romerska katolicismen (en religiös övertygelse som inte var uppmuntrad i England vid tidpunkten). 1601 deltog han i Robert Devereux, 2:e earl av Essexs uppror mot Elisabet I av England, för vilket han fängslades och tvingades böta £8 000.
Monteagle var en av de som uppmuntrade Filip III av Spanien att försöka invadera England; någon sådan invasion ägde dock aldrig rum. Han var även god vän med Robert Catesby, ledaren för krutkonspirationen. Den 26 oktober 1605 mottog Monteagle ett anonymt brev i vilket det stod att han skulle hålla sig borta från parlamentets öppnande den 5 november samma år eftersom något fruktansvärt skulle ske där. Monteagle var osäker på exakt vad brevet syftade på så han tog det till Robert Cecil, 1:e earl av Salisbury, som var Secretary of State vid tillfället. Salisbury visade upp brevet för Jakob I av England, som ansåg att brevet antydde något som berörde eld och krut. På lördagen den 2 november bestämde sig riksrådet för att parlamentet skulle genomsökas. På måndagen den 4 november genomfördes den första genomsökningen, ledd av Thomas Howard, 1:e earl av Suffolk, och då fann de en stor hög med kvistar som låg i ett hörn i källarvalvet under det brittiska överhuset. Jakob beordrade att ännu en genomsökning skulle genomföras, vilket skedde runt midnatt natten till den 5 november. Denna genomsökning leddes av Thomas Knyvet, 1:e baron Knyvet och de fann då Guy Fawkes i källarvalvet under det brittiska överhuset, där han vaktade kruttunnorna. Fawkes arresterades på plats och därmed misslyckades hela krutkonspirationen.
Monteagle mottog £700 om året för sin insats i att skydda riket mot sprängdådet. 1618, när hans far dog, kallades han till parlamantet som baron Morley och baron Monteagle. Monteagle avled sedan den 1 juli 1622 i Great Hallingbury, Essex där han även begravdes.